# Battle Ground (Washington)
Battle Ground (korábban Strong’s Battle Ground) az Amerikai Egyesült Államok északnyugati részén, Washington állam Clark megyéjében elhelyezkedő város. A 2010. évi népszámlálási adatok alapján 17 571 lakosa van.
A nyaranta megtartott Harvest Days során felvonulást és főzőversenyt is tartanak.
A város iskoláinak fenntartója a Battle Ground Public Schools; egy iskolát Strong századosról, míg egy másikat Umtuch törzsfőnökről neveztek el. 2007 júniusában megnyílt a 2300 négyzetméter területű gördeszkapark, 2009-ben pedig átadták az új könyvtárat.
A város tömegközlekedését a C-Tran biztosítja.

## Története
A település első lakója az 1886-ban itt letelepedő Augustus H. Richter volt. Battle Ground 1951. június 18-án kapott városi rangot.

### Elnevezése
A település nevét a klickitat indiánnok és a Vancouver Barracks területén állomásozó katonák közti összecsapásról kapta. 1885-ben az őslakosokat a laktanyába zárták, akik Umtuch (más források szerint Umtux) törzsfőnök vezetésével megszöktek és északra indultak. William Strong százados és csapata az indiánokra a mai belváros területén talált rá, akik végül beleegyeztek, hogy visszamennnek a laktanyába. A találkozó közben valószínűleg Strong egyik katonája által leadott lövés megölte Umtuch törzsfőnököt.
Az őslakosok szerették volna a törzsfőnököt eltemetni, így Strong és csapata magára hagyta őket azzal a feltétellel, hogy visszatérnek a laktanyába; ezt az indiánok néhány nap múlva meg is tették.

## Éghajlat
A város éghajlata mediterrán (a Köppen-skála szerint Csb).
| Hónap                         | Jan.  | Feb.  | Már. | Ápr. | Máj. | Jún. | Júl. | Aug. | Szep. | Okt. | Nov.  | Dec.  | Év    |
| ----------------------------- | ----- | ----- | ---- | ---- | ---- | ---- | ---- | ---- | ----- | ---- | ----- | ----- | ----- |
| Rekord max. hőmérséklet (°C)  | 20,0  | 23,3  | 26,7 | 32,8 | 38,3 | 37,8 | 41,7 | 40,6 | 40,6  | 33,9 | 22,2  | 18,3  | 41,7  |
| Átlagos max. hőmérséklet (°C) | 8,3   | 10,6  | 13,3 | 15,6 | 18,9 | 21,7 | 25,6 | 26,1 | 23,9  | 17,2 | 11,1  | 7,2   | 16,7  |
| Átlagos min. hőmérséklet (°C) | 0,6   | 0,6   | 2,2  | 3,9  | 6,7  | 8,9  | 10,6 | 10,6 | 7,8   | 4,4  | 2,8   | 0,0   | 5,0   |
| Rekord min. hőmérséklet (°C)  | −23,9 | −22,8 | −8,9 | −6,1 | −3,3 | 0,0  | 1,1  | 2,2  | −3,3  | −7,2 | −15,6 | −18,3 | −23,9 |
| Átl. csapadékmennyiség (mm)   | 183   | 142   | 141  | 110  | 87   | 64   | 22   | 24   | 57    | 112  | 207   | 192   | 1341  |
| Forrás: The Weather Channel   |       |       |      |      |      |      |      |      |       |      |       |       |       |

## Népesség
A 2010-es népszámláláskor a városnak 17 571 lakója, 5652 háztartása és 4365 családja volt. A népsűrűség 794 fő/km2. A lakóegységek száma 5932, sűrűségük 268,1 db/km2. A lakosok 90,5%-a fehér, 0,8%-a afroamerikai, 0,8%-a indián, 1,9%-a ázsiai, 0,3%-a a Csendes-óceáni szigetekről származik, 2,1%-a egyéb, 3,5%-a pedig kettő vagy több etnikumú. A spanyol vagy latino származásúak aránya 6,5% (   )
A háztartások 50,2%-ában élt 18 évnél fiatalabb. 59,7% házas, 12,9% egyedülálló nő, 4,6% egyedülálló férfi, 22,8% pedig nem család. 17,9% egyedül élt; 7,1%-uk 65 éves vagy idősebb. Egy háztartásban átlagosan 3,09 személy élt; a családok átlagmérete 3,53 fő.
A medián életkor 30 év volt. A város lakóinak 34,5%-a 18 évesnél fiatalabb, 9% 18 és 24 év közötti, 29,4%-uk 25 és 44 év közötti, 19,2%-uk 45 és 64 év közötti, 7,9%-uk pedig 65 éves vagy idősebb. A lakosok 49%-a férfi, 51%-a pedig nő.

## Nevezetes személyek
- Bethany Joy Galeotti, színész[22]
- Gerry Staley, kosárlabdázó[23]
- Jonathan Jackson, színész[22][24]
- Richie Frahm, kosárlabdázó[25]
- Richie Sexson, kosárlabdázó[26]
- Rob Hotchkiss, zenész[27]
- Tonya Harding, műkorcsolyázó[28]

## Fordítás
- Ez a szócikk részben vagy egészben  a   Battle Ground, Washington című angol Wikipédia-szócikk ezen változatának fordításán alapul.  Az eredeti cikk szerkesztőit annak laptörténete sorolja fel. Ez a jelzés csupán a megfogalmazás eredetét és a szerzői jogokat jelzi, nem szolgál a cikkben szereplő információk forrásmegjelöléseként.